# Liste der Kulturdenkmale in der Gmina Ostaszewo
In der Liste der Kulturdenkmale in der Gmina Ostaszewo sind alle Kulturdenkmale der Landgemeinde Ostaszewo (deutsch Schöneberg) im Powiat Nowodworski (Tiegenhof) in Polen aufgeführt. Grundlage ist die Denkmalliste der Woiwodschaft Pommern (Stand: 31. März 2016).
Die folgende Liste umfasst Einzeldenkmale und keine Parks oder Gärten.
Diese Liste ist durch Anklicken der Pfeilsymbole sortierbar.
| Bezeichnung                 | Ort Lage                        | Beschreibung | Bauzeit         | Bild                                            |
| --------------------------- | ------------------------------- | --- | --------------- | ----------------------------------------------- |
| Vorlaubenhaus Nr. 28/29     | Gniazdowo Schönhorst            | Vorlaubenhaus, 1. Hälfte des 19. Jh. | 19. Jh.         | Vorlaubenhaus in Gniazdowo                      |
| Vorlaubenhaus Nr. 44        | Gniazdowo Schönhorst            | Vorlaubenhaus; abgetragen, nicht mehr vorhanden | –               |                                                 |
| Scheune bei Nr. 46          | Gniazdowo Schönhorst            | Scheune, 1. Hälfte des 19. Jh. | 19. Jh.         |                                                 |
| Haus Nr. 6                  | Grobla, Groblica Niederdamm     | Wohnhaus | –               |                                                 |
| Kirche św. Jerzego          | Jeziernik Schönsee              | Gotische Backsteinkirche aus der Mitte des 14. Jahrhunderts; hölzerner Turm aus dem 17. Jahrhundert; Taufbecken mit umfangreichen Schnitzarbeiten; | 14. Jh. 17. Jh. | Kirche in Jeziernik                             |
| Kirche św. Marcina          | Nowa Cerkiew Neukirch           | Neugotischer Bau des 19. Jahrhunderts aus Backstein; vorgelagerter Friedhof                                                                        | 1878–1879       | Kirche in Nowa Cerkiew                          |
| Vorlaubenhaus Nr. 15/16     | Nowa Cerkiew Neukirch           | Vorlaubenhaus |                 |                                                 |
| Bauernhof Nr. 17            | Nowa Cerkiew Neukirch           | Wohnhaus von 1839 | 1839            |                                                 |
| Bauernhof Nr. 17            | Nowa Cerkiew Neukirch           | Scheune von 1839 | 1839            |                                                 |
| Vorlaubenhaus Nr. 51        | Nowa Kościelnica Neumünsterberg | Vorlaubenhaus mit sechs Stielen, umfangreiches Schnitzwerk                                                                                         | –               | Vorlaubenhaus Nr. 51 in Nowa Kościelnica        |
| Vorlaubenhaus Nr. 64        | Nowa Kościelnica Neumünsterberg | Vorlaubenhaus mit neun Stielen, nach 2011 aufwändig saniert                                                                                        | –               | Vorlaubenhaus Nr. 64 in Nowa Kościelnica (2016) |
| Kirche św. Jana Chrzciciela | Ostaszewo Schöneberg            | Ehemals evangelisch, neugotischer Bau aus Backstein, Emporen und Orgel                                                                             | 1873–1874       | Kirche in Ostaszewo                             |
| Ruine der gotische Kirche.  | Ostaszewo Schöneberg            | Ehemals katholisch, gotischer Bau aus Backstein aus der Mitte des 14. Jahrhunderts, im 19. Jahrhundert erweitert                                   | 14. Jh. 19. Jh. | Kirchenruine in Ostaszewo                       |
| Holzkirche                  | Palczewo Palschau               | Holzkirche aus Blockbohlen, innen bemalt | 1712 1896       | Holzkirche in Palczewo                          |
| Windmühle                   | Palczewo Palschau               | Holländer-Windmühle auf Backsteinsockel, Flügel defekt                                                                                             | 19. Jh.         | Windmühle in Palczewo                           |